# 100 mètres haies aux championnats du monde d'athlétisme 2013
Navigation
Daegu 2011 Pékin 2015
L'épreuve du 100 mètres haies des championnats du monde de 2013 s'est déroulée les 16 et 17 août 2013 dans le Stade Loujniki, le stade olympique de Moscou, en Russie. Elle est remportée par l'Américaine Brianna Rollins.

## Critères de qualification
Pour se qualifier pour les Championnats (minima A), il fallait avoir réalisé moins de 12 s 94 entre le 1er octobre 2012 et le 29 juillet 2013.. Le minima B est de 13 s 10.

## Records et performances

### Records
Les records du 100 m haies femmes (mondial, des championnats et par continent) étaient avant les championnats 2013 les suivants. 
| Record du monde           | Yordanka Donkova | Bulgarie   | 12 s 21 | Stara Zagora, Bulgarie | 20 août 1988       |
| Record des championnats   | Sally McLellan   | Australie  | 12 s 28 | Daegu, Corée du Sud    | 1er septembre 2011 |
| Record d'Afrique          | Glory Alozie     | Nigeria    | 12 s 44 | Monaco                 | 8 août 1998        |
| Record d'Asie             | Olga Shishigina  | Kazakhstan | 12 s 44 | Lucerne, Suisse        | 27 juin 1995       |
| Record d'Amérique du Nord | Brianna Rollins  | États-Unis | 12 s 26 | Des Moines             | 22 juin 2013       |
| Record d'Amérique du Sud  | Maurren Maggi    | Brésil     | 12 s 71 | Manaus, Brésil         | 19 mai 2001        |
| Record d'Europe           | Yordanka Donkova | Bulgarie   | 12 s 21 | Stara Zagora, Bulgarie | 20 août 1988       |
| Record d'Océanie          | Sally McLellan   | Australie  | 12 s 28 | Daegu, Corée du Sud    | 1er septembre 2011 |

### Meilleures performances de l'année 2013
Les dix athlètes les plus rapides de l'année sont, avant les championnats (au 26 juillet 2013), les suivants.
| 1  | Brianna Rollins | États-Unis  | 12.26 | Des Moines      | 22 juin 2013    |
| 2  | Queen Harrison  | États-Unis  | 12.43 | Des Moines      | 22 juin 2013    |
| 3  | Nia Ali         | États-Unis  | 12.48 | Des Moines      | 22 juin 2013    |
| 4  | LoLo Jones      | États-Unis  | 12.50 | Des Moines      | 21 juin 2013    |
| 5  | Dawn Harper     | États-Unis  | 12.53 | Lausanne        | 4 juillet 2013  |
| 6  | Kellie Wells    | États-Unis  | 12.54 | Des Moines      | 22 juin 2013    |
| 7  | Cindy Billaud   | France      | 12.59 | Charléty, Paris | 22 juin 2013    |
| 8  | Kristi Castlin  | États-Unis  | 12.61 | Des Moines      | 13 juillet 2013 |
| 8  | Vashti Thomas   | États-Unis  | 12.61 | Kazan, Russie   | 10 juillet 2013 |
| 10 | Tiffany Porter  | Royaume-Uni | 12.65 | Lausanne        | 4 juillet 2013  |

## Résultats

### Finale
| Rang               | Athlète          | Temps   | Note |
| ------------------ | ---------------- | ------- | ---- |
| Médaille d'or      | Brianna Rollins  | 12 s 44 |      |
| Médaille d'argent  | Sally Pearson    | 12 s 50 | SB   |
| Médaille de bronze | Tiffany Porter   | 12 s 55 | PB   |
| 4                  | Dawn Harper      | 12 s 59 |      |
| 5                  | Queen Harrison   | 12 s 73 |      |
| 6                  | Angela Whyte     | 12 s 78 |      |
| 7                  | Cindy Billaud    | 12 s 84 |      |
| 8                  | Yuliya Kondakova | 12 s 86 |      |

### Demi-finales
Les deux premières athlètes de chaque course (Q) et les deux meilleurs temps (q) se qualifient pour la finale.
| Rang | Athlète           | Temps   | Note |
| ---- | ----------------- | ------- | ---- |
| 1    | Tiffany Porter    | 12 s 63 | Q    |
| 2    | Angela Whyte      | 12 s 76 | Q    |
| 3    | Nia Ali           | 12 s 83 |      |
| 4    | Lavonne Idlette   | 12 s 91 |      |
| 5    | Andrea Bliss      | 12 s 92 |      |
| 6    | Nadine Hildebrand | 13 s 04 |      |
| 7    | Marzia Caravelli  | 13 s 06 |      |
| 8    | Reïna-Flor Okori  | 13 s 15 |      |

| Rang | Athlète            | Temps   | Note  |
| ---- | ------------------ | ------- | ----- |
| 1    | Brianna Rollins    | 12 s 54 | Q     |
| 2    | Yuliya Kondakova   | 12 s 73 | Q, PB |
| 3    | Cindy Billaud      | 12 s 78 | q     |
| 4    | Shermaine Williams | 12 s 93 | SB    |
| 5    | Lina Flórez        | 13 s 01 |       |
| 6    | Nooralotta Neziri  | 13 s 04 | NR    |
| 7    | Jessica Zelinka    | 13 s 12 |       |
| —    | Anne Zagré         |         | DSQ   |

| Rang | Athlète            | Temps   | Note |
| ---- | ------------------ | ------- | ---- |
| 1    | Sally Pearson      | 12 s 50 | Q    |
| 2    | Dawn Harper        | 12 s 61 | Q    |
| 3    | Queen Harrison     | 12 s 71 | q    |
| 4    | Alina Talay        | 12 s 82 |      |
| 5    | Tatyana Dektyareva | 12 s 91 | SB   |
| 6    | Danielle Williams  | 13 s 13 |      |
| 7    | Brigitte Merlano   | 13 s 22 |      |
| 8    | Aleesha Barber     | 13 s 52 |      |

### Séries
Les quatre premières de chaque série (Q) plus les 4 meilleurs temps (q) se qualifient pour les demi-finales.
| Rang | Athlète           | Pays               | Temps   | Note |
| ---- | ----------------- | ------------------ | ------- | ---- |
| 1    | Angela Whyte      | Canada             | 12 s 93 | Q    |
| 2    | Marzia Caravelli  | Italie             | 13 s 07 | Q    |
| 3    | Nadine Hildebrand | Allemagne          | 13 s 16 | Q    |
| 4    | Nia Ali           | États-Unis         | 13 s 19 | Q    |
| 5    | Lucie Škrobáková  | République tchèque | 13 s 24 |      |
| 6    | Wu Shuijiao       | Chine              | 13 s 29 |      |
| 7    | Hitomi Shimura    | Japon              | 13 s 72 |      |

| Rang | Athlète            | Pays      | Temps   | Note  |
| ---- | ------------------ | --------- | ------- | ----- |
| 1    | Sally Pearson      | Australie | 12 s 62 | Q, SB |
| 2    | Cindy Billaud      | France    | 12 s 71 | Q     |
| 3    | Anne Zagré         | Belgique  | 12 s 94 | Q     |
| 4    | Tatyana Dektyareva | Russie    | 13 s 04 | Q     |
| 5    | Brigitte Merlano   | Colombie  | 13 s 20 | q     |
| 6    | Andrea Bliss       | Jamaïque  | 13 s 20 | q     |
| 7    | Nooralotta Neziri  | Finlande  | 13 s 23 | q     |
| 8    | Gnima Faye         | Sénégal   | 13 s 66 |       |

| Rang | Athlète           | Pays        | Temps   | Note |
| ---- | ----------------- | ----------- | ------- | ---- |
| 1    | Queen Harrison    | États-Unis  | 12 s 95 | Q    |
| 2    | Alina Talay       | Biélorussie | 12 s 99 | Q    |
| 3    | Danielle Williams | Jamaïque    | 13 s 11 | Q    |
| 4    | Jessica Zelinka   | Canada      | 13 s 15 | Q    |
| 5    | Marina Tomić      | Slovénie    | 13 s 26 |      |
| 6    | Anna Plotitsyna   | Ukraine     | 13 s 30 |      |
| 7    | Noemi Zbären      | Suisse      | 13 s 59 |      |

| Rang | Athlète                   | Pays        | Temps   | Note  |
| ---- | ------------------------- | ----------- | ------- | ----- |
| 1    | Tiffany Porter            | Royaume-Uni | 12 s 72 | Q     |
| 2    | Yuliya Kondakova          | Russie      | 12 s 76 | Q, PB |
| 3    | Dawn Harper               | États-Unis  | 12 s 84 | Q     |
| 4    | Reïna-Flor Okori          | France      | 13 s 01 | Q     |
| 5    | Lina Flórez               | Colombie    | 13 s 16 | q     |
| 6    | Kierre Beckles            | Barbade     | 13 s 47 |       |
| 7    | Anastassiya Soprunova     | Kazakhstan  | 13 s 85 |       |
| 8    | Salma Emam Abou El-Hassan | Égypte      | 14 s 38 | SB    |

| \| Rang \| Athlète \| Pays \| Temps \| Note \| \| ---- \| ------------------ \| ---------------------- \| ------- \| ---- \| \| 1 \| Brianna Rollins \| États-Unis \| 12 s 55 \| Q \| \| 2 \| Lavonne Idlette \| République dominicaine \| 13 s 06 \| Q \| \| 3 \| Shermaine Williams \| Jamaïque \| 13 s 09 \| Q \| \| 4 \| Aleesha Barber \| Trinité-et-Tobago \| 13 s 33 \| Q \| \| 5 \| Veronica Borsi \| Italie \| 13 s 35 \| \| \| 6 \| Isabelle Pedersen \| Norvège \| 13 s 43 \| \| \| — \| Sara Aerts \| Belgique \| \| DNS \| |                    |                        |         |      |
| Rang | Athlète            | Pays                   | Temps   | Note |
| 1 | Brianna Rollins    | États-Unis             | 12 s 55 | Q    |
| 2 | Lavonne Idlette    | République dominicaine | 13 s 06 | Q    |
| 3 | Shermaine Williams | Jamaïque               | 13 s 09 | Q    |
| 4 | Aleesha Barber     | Trinité-et-Tobago      | 13 s 33 | Q    |
| 5 | Veronica Borsi     | Italie                 | 13 s 35 |      |
| 6 | Isabelle Pedersen  | Norvège                | 13 s 43 |      |
| — | Sara Aerts         | Belgique               |         | DNS  |

## Légende
Records et Performances
- AR : Record continental (area record)
- CR : Record des championnats (championship record)
- MR : Record du meeting (meet record)
- NR : Record national (national record)
- OR : Record olympique (olympic record)
- PR : Record paralympique (paralympic record)
- PB : Record personnel (personal best)
- SB : Meilleure performance personnelle de la saison (season's best)
- WL : Meilleure performance mondiale de l'année (world leader)
- WJR : Record du monde junior (world junior record)
- WR : Record du monde (world record)

Circonstances et Conditions
- DNF : N'a pas terminé (did not finish)
- DNS : N'a pas pris le départ (did not start)
- DQ : Disqualification (disqualification)
- NM : Aucun essai valable enregistré (No Mark)
- Q : Qualifié « directement » au prochain tour (ou à la prochaine compétition), lors d'une compétition majeure, grâce au classement ou à la réalisation des minima (automatic qualifier)
- q : Qualifié au prochain tour (ou à la prochaine compétition), lors d'une compétition majeure, grâce au repêchage ou à la réalisation de l'une des meilleures performances parmi celles des « non qualifiés directement » (grâce au meilleur temps ou à la meilleure distance par exemple) (secondary qualifier)